# Udaipur (distrikt)
Udaipur (hindi: उदयपुर जिला) er et distrikt i den indiske delstat Rajasthan. Distriktets hovedstad er Udaipur.

## Demografi
Ved folketællingen i 2011 var der 3,067,549 indbyggere i distriktet, mod 2,480,657 i 2001. Den urbane befolkningen udgør 19,85 % af befolkningen.
Børn i alderen 0 til 6 år udgjorde 16,27 % i 2011 mod 18,44 % i 2001. Antallet af piger i den alder per tusinde drenge er 920 i 2011 mod 947 i 2001.